# 小林年参
小林 年参（こばやし としかず、生没年不詳）は、明治時代の浮世絵師・編集者・出版家。

## 来歴
姓は小林または古林、名は栄成。亭斎、進斎、日不見岡、進斎年参などと号す。現在の三重県に生まれた士族で、上京して月岡芳年の門人となる。明治7年（1874年）頃から芳年の補佐として名が記され、明治19年（1886年）頃まで浮世絵や挿絵などの作品が見られる。西南戦争の戦争絵や風俗画などの浮世絵を描いた他、図版や書籍の編集人や出版人としても活動した。京橋区銀座や猿楽町二丁目に居住したが、芳年が浅草須賀町に住んでいた明治19年頃、27名の門人に宛てて出した書状（芳年門人一覧）には「神田区神保町　小林年参殿」とある。生没年は明らかではないが、明治31年（1898年）に建立された月岡芳年翁之碑には「芳年社中故門人」の中に「小林年参」の名があるので、これ以前に没していたものとみられる。
なお『原色浮世絵大百科事典』第2巻では進斎年光と同一人であるとみなし、年光が明治13年から年参と称したとしているが、それ以前に版行された「年参」落款の錦絵があり、また、進斎年光と号した人物は存在しないので、誤伝であろうと考えられる。

## 作品

### 挿絵
- 『鹿児島戦記』（1-5号・6-10号）　※岩崎茂実編、山中市兵衛版、明治10年（1877年）刊行
- 『猛田姉妹新白石』初編（・・）　※柳水亭種清作、柳心堂、明治13年（1880年）刊行
- 『春風情話』　※スコット著、橘顕三（坪内逍遥）訳、中島精一版、明治13年刊行
- 『異国奇談　和荘兵衛』（前編・後編）　※遊谷子作、東京稗史出版社、明治17年（1884年）刊行

### 錦絵
- 「徳川十五代記略　九代将軍清水邸の新築御遊覧の図」　中判　東京都立図書館所蔵　※明治8年（1875年）、万屋孫兵衛版
- 「徳川十五代記略　米使ペルリ家定公を拝謁の図」　中判　東京都立図書館所蔵　※同上
- 「うきよはんじよう穴さがし」　大判3枚続　※明治10年、林吉蔵版
- 「西国征討新誌」　大判3枚続　※明治10年、山中北郎版
- 「元治夢物語」　大判3枚続　東京大学史料編纂所所蔵　※明治11年、井澤菊太郎版

## ギャラリー

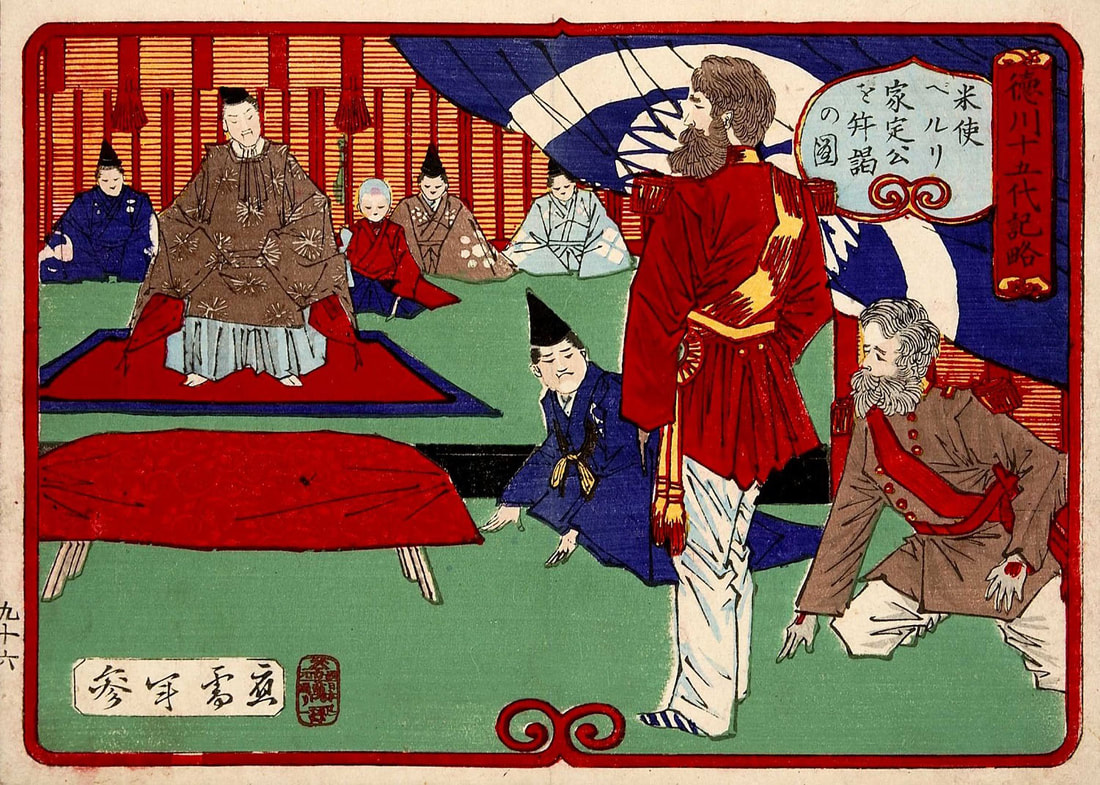
「徳川十五代記略 米使ペルリ 家定公を拜謁の圖」
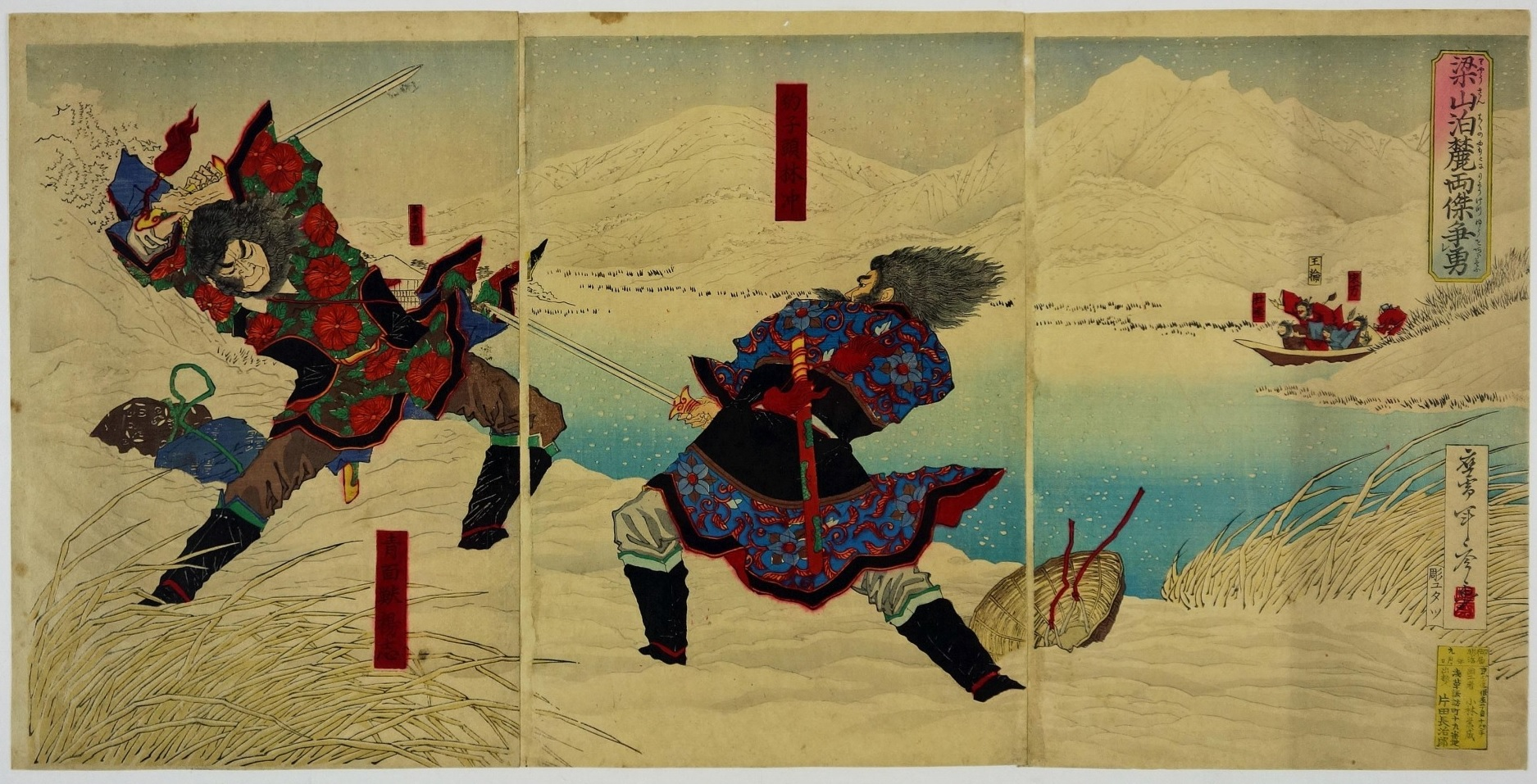
「梁山泊麓両傑争勇」 明治9年（1876年）
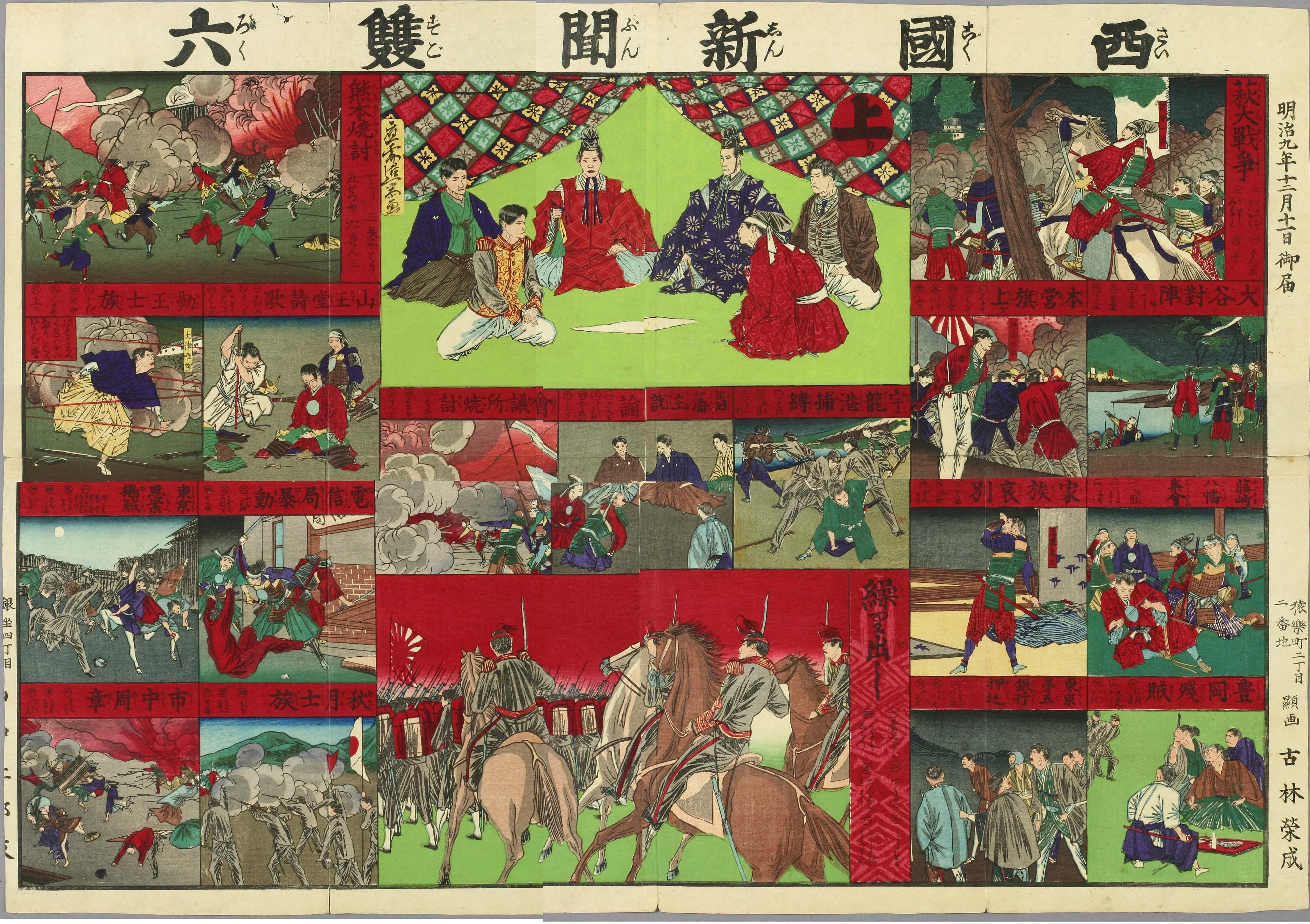
「西國新聞雙六」 明治9年
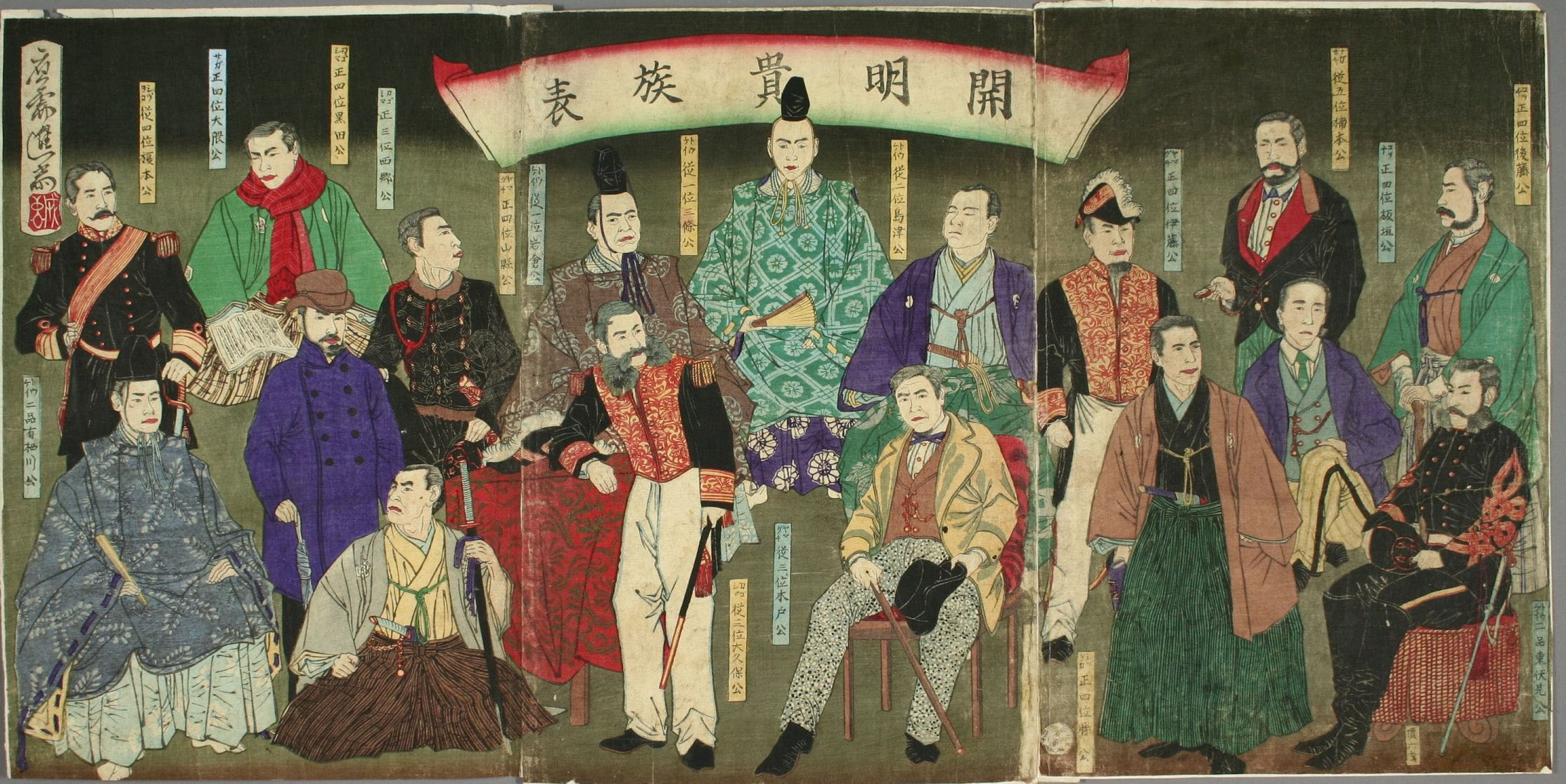
「開明貴族表」 明治10年（1877年）
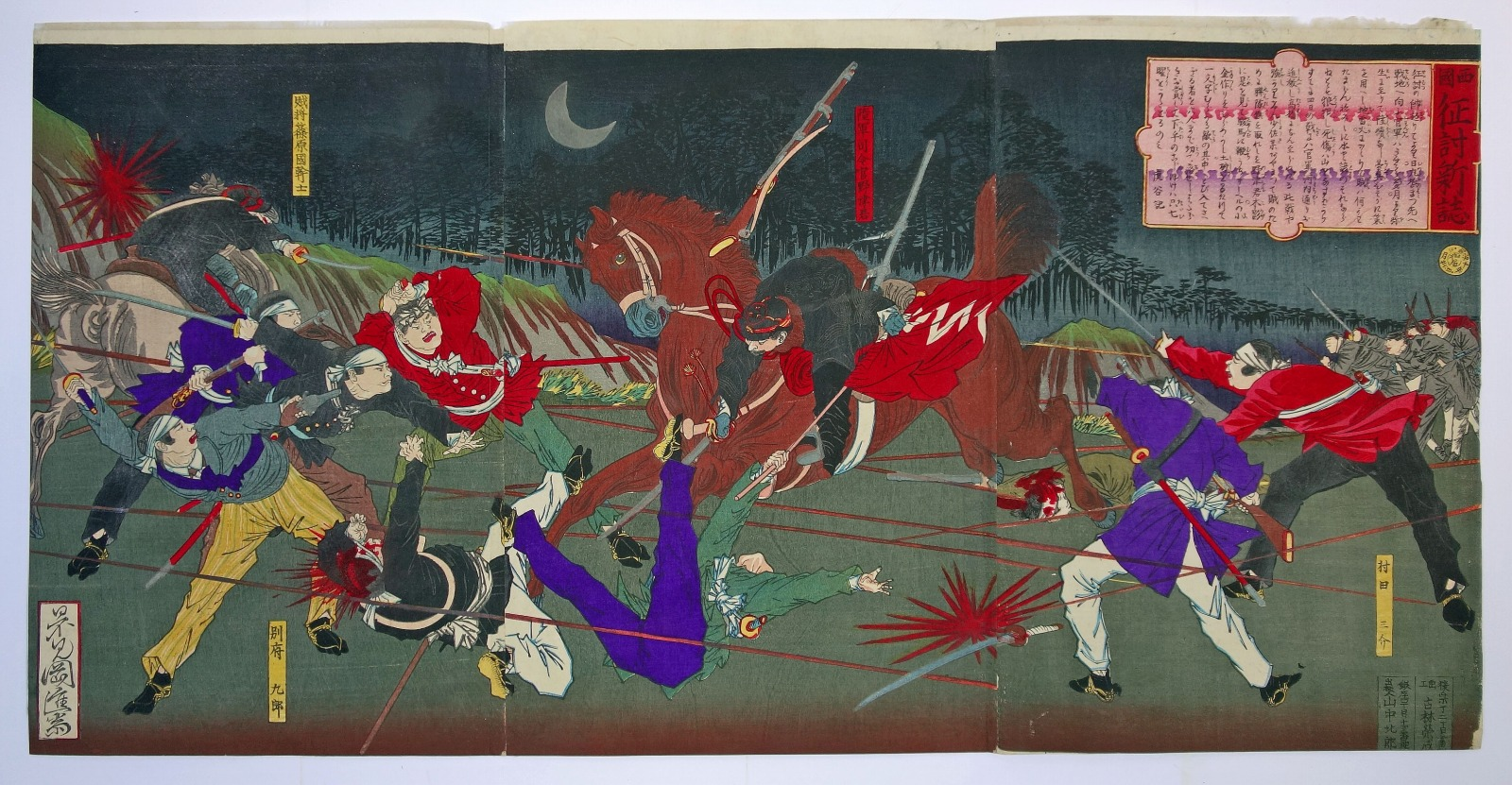
「西國征討新誌」 明治10年（1877年）
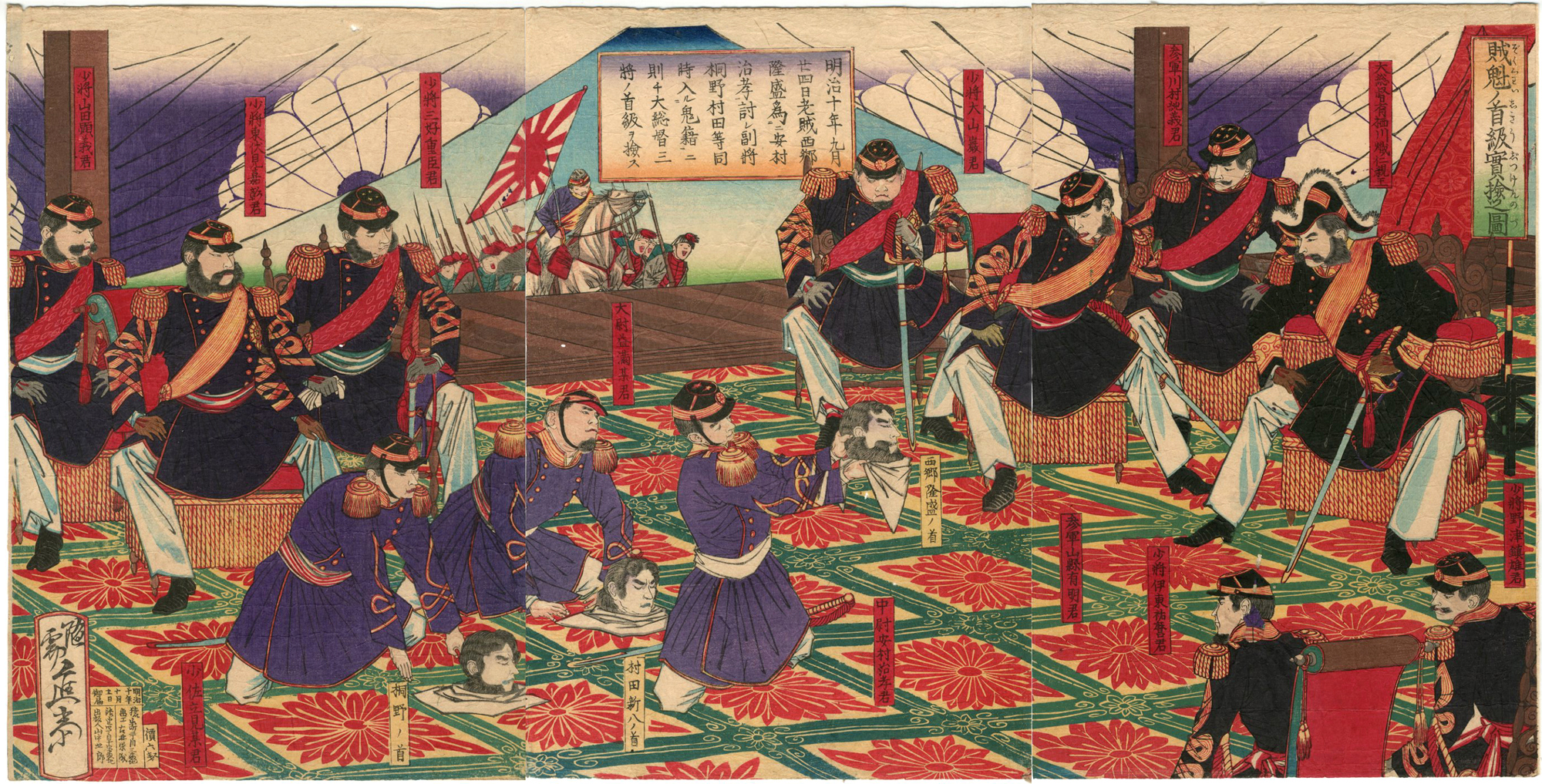
「賊魁ノ首級實検之圖」 明治10年
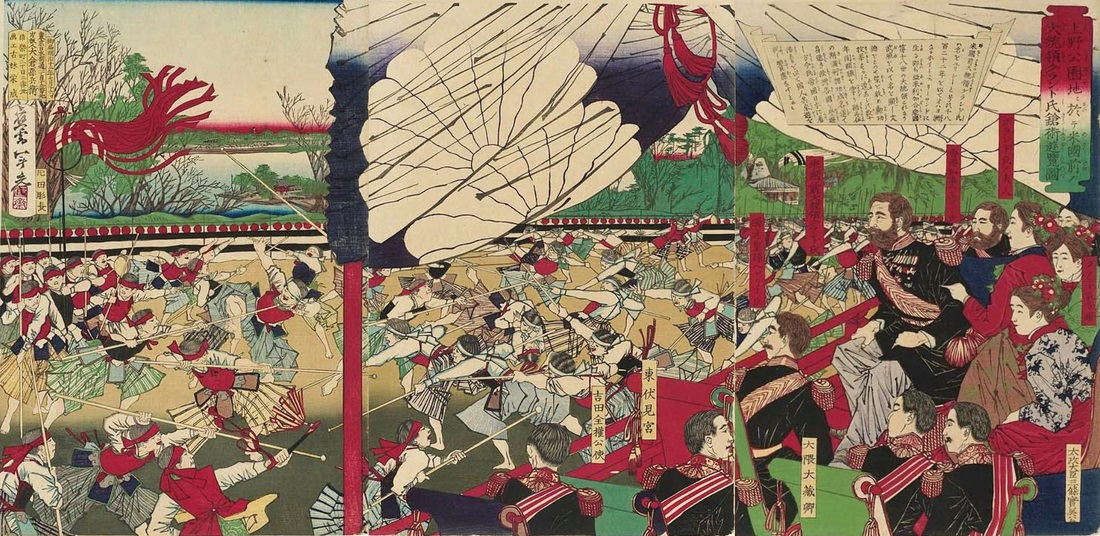
「上野公園地ニ於テ米國前ノ大統領グラント氏鎗術遊覧圖」 明治12年（1879年）
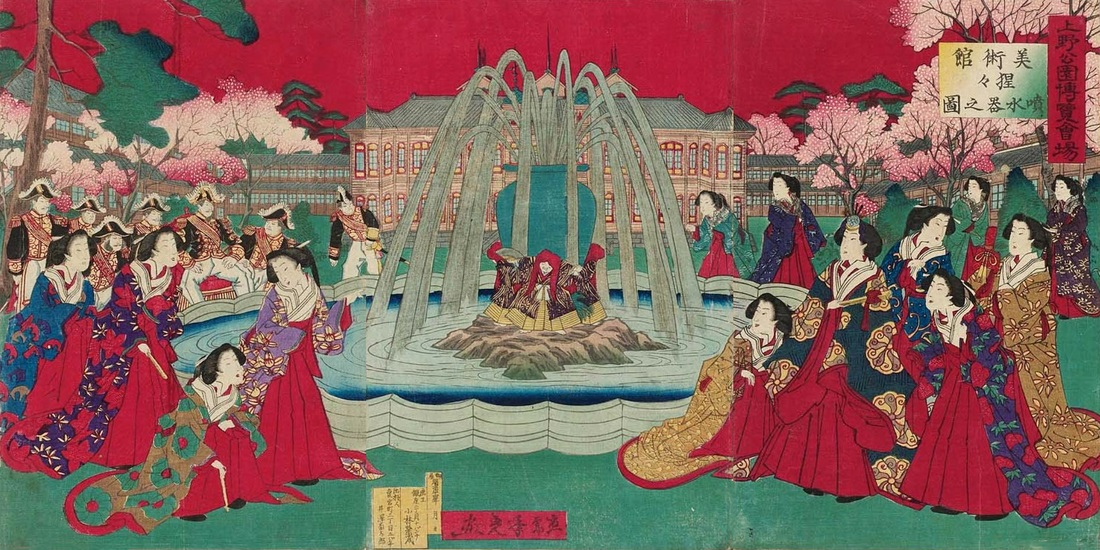
「上野公園博覧会場 美術館 猩々噴水器之圖」 明治14年（1881年）